# جشنواره بین‌المللی فیلم روتردام
جشنواره بین‌المللی فیلم روتردام (به انگلیسی: International Film Festival Rotterdam) (IFFR) یک جشنوارهٔ بین‌المللی فیلم است که از سال ۱۹۷۲ هرساله در شهر روتردام هلند در پایان ماه ژانویه برگزار می‌شود. جشنوارهٔ فیلم روتردام با تمرکز بر فیلم‌های مستقل، تجربی و فیلمسازان مستعد در بخش‌های رقابتی فیلم‌های بلند و کوتاه و همچنین مارکت Cinemart و فاند Hunert bals fund همه ساله فیلم‌های زیادی از سراسر دنیا را نمایش و حمایت می‌کند.
این جشنواره  پس از جشنواره‌های کن، ونیز، برلین و لوکارنو پنجمین جشنواره معتبر فیلم اروپا به‌شمار می‌رود.

## برنامه و شکل
در طول ۱۲ روز برگزاری جشنواره، صدها فیلمساز و هنرمند آثار خود را در ۲۴ سالن سینمای شهر روتردام روی پرده می‌برند. بیش از ۳۰۰۰ نفر از اهالی مطبوعات و خبرگزاری‌ها و همچنین نمایندگان صنعت سینما از این جشنواره دیدن می‌کنند و بسیاری از آن‌ها در بازار فیلم جشنواره، سینه مارت نیز حضور بهم می‌رسانند.
این جشنواره هر ساله طیف گسترده‌ای از آثار مختلف را در بخش‌های رقابتی و غیر رقابتی و همچنین اینستالیشن، پرفرمنس، نمایش‌های ویژه و جلسات بحث و گفتگو عرضه می‌کند. این جشنواره با نمایش فیلم‌های برتر، نقش مهمی در شکل‌گیری ارزش‌های فرهنگی و زیبایی شناختی دارد.

## بازار فیلم
بازار فیلم جشنواره یکی از نخستین بازارهای سینمای در نوع خود است که با ایجاد فرصت برای فیلمسازان آن‌ها را قادر می‌سازد ایده‌های خود را به اشتراک بگذارند و راهی برای پیدا کردن سرمایه‌گذار و تأمین هزینه‌های فیلم‌هایشان بیابند. بازار فیلم سینه مارت هر ساله از تعدادی از کارگردانان و تهیه‌کنندگان برگزیده دعوت می‌کند تا آثارشان را برای دیگر تهیه‌کنندگان، بانکداران، سرمایه‌گذاران، نمایندگان فروش، پخش‌کننده‌ها، نماینده‌های کانال‌های تلویزیونی و سایر سرمایه‌گذاران بالقوه به نمایش درآورند. برای آنکه برنامه‌های این بازار مؤثر واقع شوند هر سال فقط حدود ۴۵ فیلم در این بخش عرضه می‌گردد. بنیاد هربرت بالس، فیلم‌های بلند سینمایی و آثار بلند سینمای مستند را از فیلمسازان با استعداد در کشورهای در حال توسعه برای پیدا کردن بازار پخش جهانی عرضه می‌کند. این بنیاد با اعطای وام به فیلمسازان، نقشی اساسی در به ثمر رساندن پروژه‌های آن‌ها ایفا می‌کند. از سال ۱۹۸۸ که این بنیاد آغاز به کار کرد، تاکنون قریب به ۶۰۰ پروژه از کشورهای مختلف آسیایی، خاورمیانه، اروپای شرقی، آفریقا و آمریکای لاتین تحت حمایت قرار گرفتند و ۸۰ درصد آن‌ها به سرانجام رسیدند یا در حال تولید هستند. جشنواره بین‌المللی فیلم رتردام هر سال آثار تولید شده تحت حمایت بنیاد هربرت بالس را به نمایش می‌گذارد.

## جوایز
جشنواره در ۱۰ بخش متفاوت برگزار می‌شود. ارزش تجمیعی جوایز نقدی بیش از ۱۰۰٬۰۰۰ یورو می‌باشد.